# (32391) 2000 QO203
2000 QO203 (asteroide 32391) é um asteroide da cintura principal. Possui uma excentricidade de 0.11356680 e uma inclinação de 5.13948º.
Este asteroide foi descoberto no dia 29 de agosto de 2000 por LINEAR em Socorro.